# Strontium Dog: The Killing
Strontium Dog: The Killing — компьютерная игра в жанре экшен, разработанная Channel 8 Software и изданная Quicksilva. Игра была выпущена для ZX Spectrum в 1984 году.

## Сюжет
Игра основана на одноимённом выпуске британской серии комиксов Strontium Dog, которая публикуется в журнале 2000 AD. Главный герой игры — Джонни Альфа, один из мутантов, занимающихся охотой за головами, известных как «стронциевые псы». Он берет на себя опасную миссию на планете Зед, расположенной где-то в центре Млечного Пути.
Игра начинается со вступительной сцены, в которой диктаторы Зеда объявляют о начале ежегодного ритуала под названием «The Killing» (с англ. — «Истребление»). Во время него диктаторы совершают человеческое жертвоприношение и устраивают состязание между убийцами со всех уголков галактики. Участники состязания — преступники, за голову которых назначена награда. Они должны сразиться насмерть в городе, служащем местом состязания. Единственный выживший в поединке получает солидный денежный приз.
Джонни Альфа участвует в конкурсе с двойной целью — получить награды за убитых преступников и в конечном итоге уничтожить диктаторов Зеда, чтобы положить конец их жестокому ритуалу.

## Игровой процесс
Действие Strontium Dog: The Killing разворачивается в большом лабиринте, состоящем из 256 комнат, расположенных на сетке 16x16. Игрок управляет главным героем, Джонни Альфа, который перемещается по лабиринту, чтобы найти и уничтожить инопланетных убийц. Комнаты, также называемые секторами, относительно похожи по дизайну. Цель игры — исследовать лабиринт, найти врагов и убить их, избегая их атак.
Игровой процесс в основном происходит в комнатах двух типов: с центральными проходами и коридорах, через которые можно попасть в другие сектора. В комнатах с центральными проходами враги бегают по боковым отсекам и стреляют энергетическими зарядами, которые отскакивают от стен и движутся по постепенно сужающейся ромбовидной траектории. Игрок должен уклоняться от этих зарядов, одновременно пытаясь стрелять во врагов. Персонаж не может двигаться во время стрельбы.
В коридорах враги также могут устраивать засады на Джонни, сразу же открывая огонь, как только заметят его. Игра имеет один уровень сложности и довольно трудна для прохождения из-за размеров лабиринта и легкости, с которой игрок может заблудиться. Чтобы облегчить навигацию и найти всех врагов, игрокам предлагается рисовать собственные карты лабиринта.
Джонни Альфа имеет при себе лазерный пистолет с неограниченным количеством зарядов и три электрофакела. Игрок начинает игру с четырьмя жизнями. Потеря всех жизней приводит к завершению игры, возвращая игрока на вступительный экрану.
На экране отображается текущая комната, враги и главный герой, а в левом верхнем углу расположена панель состояния. На этой панели показаны количество очков, набранных игроком (полученная «награда за головы»), номер текущего сектора, количество оставшихся жизней, а также количество врагов, оставшихся в живых (в начале игры их 93).

## Разработка
Идея создать видеоигровую адаптацию комиксов 2000 AD принадлежала Марку Эйлсу, руководителю отдела креативного дизайна Саутгемптонской компании Quicksilva. Хотя изначально он хотел сделать игру про Судью Дредда, Games Workshop уже лицензировала права на него. Поэтому Quicksilva выбрала серию комиксов Strontium Dog, популярную среди читателей и издающуюся в течение длительного времени. Получив лицензию от издателей 2000 AD, IPC Magazines, Quicksilva начали разработку Strontium Dog and the Death Gauntlet для Commodore 64.
Одновременно с этим, в апреле 1984 года, Джон Уильямс, управляющий директор Channel 8 Software и поклонник 2000 AD, задумал создать видеоигру, основанную на одной из сюжетных линий Strontium Dog. Он поручил проект Полу Харгривзу, 15-летнему программисту из Лейланд, который ранее создал игру Borzak, изданную компанией Channel 8. Харгривз работал над игрой по вечерам, в выходные и во время школьных каникул, завершив ее в августе 1984 года.
После завершения работы над игрой, Уильямс и Харгривз отправились в Лондон, чтобы представить свой продукт IPC Magazines. Игра была сочтена достаточно хорошей, однако права на Strontium Dog уже принадлежали Quicksilva, которая разрабатывала собственную игру. Представители Channel 8 связались с Quicksilva, и две компании договорились о сотрудничестве, причем Quicksilva должна была издать игру Channel 8.

## Восприятие
| Иноязычные издания    | Иноязычные издания |
| Издание               | Оценка             |
| --------------------- | ------------------ |
| Crash                 | 42%                |
| CVG                   | 27/40              |
| Your Spectrum         | 4/15               |
| Sinclair Programs     | 62%                |
| Home Computing Weekly | .                  |
| Tilt                  | 11/15              |

Strontium Dog: The Killing получила смешанные отзывы критиков. Computer and Video Games похвалил графику, в особенности хорошо прорисованный и анимированный спрайт персонажа Джонни Альфа, соответствующий изображениям из комиксов 2000 AD. Однако журнал раскритиковал скудную документацию, отметив, что Quicksilva советовала почитать комиксы, чтобы восполнить пробелы. Рецензент нашел игру занимательной, но сложной.
Рецензенты Your Spectrum нашли игровой процесс утомительным, с бесцельными блужданиями и редкими боями. Они сетовали на то, что игре, несмотря на её размер, не хватает содержательного контента.
Рецензент журнала Crash критически отозвался об игре, заявив, что она состоит в основном из пустых или повторяющихся комнат с мигающими силовыми полями. Рецензент отметил излишне жестокую начальную сцену с человеческим жертвоприношением и назвал в качестве недостатков игры дерганую графику, плохой звук и отсутствие анимации. Также были отмечены запутанная планировка лабиринта и несбалансированная сложность. Хотя использование цвета заслужило похвалу, рецензент счёл, что игре не хватает оригинальных и привлекательных элементов, и в итоге признал ее разочарованием.
Sinclair Programs описал лабиринт игры как простой по структуре, но запутанный, требующий как удачи, так и мастерства для победы над врагами. Рецензент предположил, что игра может понравиться не всем.
Home Computing Weekly похвалил графику и звук. Враги были описаны как стандартные, но опасные. Однако игра была сочтена недостаточно оригинальной. Рецензенты сравнили её с Atic Atac.